# اسنژینسک
شهر اسنژینسک (به روسی: Снежинск) در کشور روسیه و در اوبلاست چلیابینسک واقع شده‌است.